# Pi de les Tres Branques
Pi de les Tres Branques („borovice s třemi větvemi“) je zaniklý exemplář borovice lesní u města Berga ve španělské provincii Barcelona. Nachází se na pláni Campllong v nadmořské výšce 1294 metrů. Je vysoký 25 metrů a jeho kmen je rozdělen na tři části.
Podle odhadů byl strom vysazen ve třicátých letech 17. století. Stal se křesťanským poutním místem, protože tři kmeny vyrůstající ze společné základny byly pokládány za ztělesnění Nejsvětější Trojice. V devatenáctém století s rozvojem nacionalismu strom dostal nový význam jako symbol jednoty Katalánska, Valencie a Baleár. Jacint Verdaguer napsal báseň, v níž popisuje, jak pod tímto stromem spal Jakub I. Aragonský předtím, než se stal králem.
V roce 1901 se majitelem pozemku stala organizace Unió Catalanista, která nechala kolem stromu postavit ochrannou zeď. Přesto původní borovice v roce 1915 uschnula a její symbolickou funkci převzal nedaleký mladší strom, zvaný Pi jove de les tres branques. V roce 1987 byly oba stromy vyhlášeny památnými.
Každou třetí neděli v červenci se zde scházejí stoupenci katalánské nezávislosti. Jejich odpůrci strom opakovaně poškozovali, v roce 2016 byly proto na místě instalovány bezpečnostní kamery.